# Las tontas no van al cielo
Las tontas no van al cielo è una telenovela messicana trasmessa su Las Estrellas dall'11 febbraio al 22 agosto 2008.

## Trama
Cándida "Candy" Morales Alcalde è una bellissima ragazza piena di sogni e speranze per il suo futuro. Alla sua festa per il 15º compleanno incontra l'uomo dei suoi sogni: Patricio Molina Lizárraga, che in seguito diventerà suo marito. Il giorno del loro matrimonio, Candy scopre che Patricio l'ha tradita con sua sorella, Alicia. Arrabbiata e ferita, lo lascia e va a Guadalajara con suo zio, Manuel. Decide di fingere la sua morte alla sua famiglia e Patricio per iniziare una nuova vita. Successivamente si rende conto di essere incinta del figlio di Patricio. Suo figlio appena nato è ciò che le dà speranza per il futuro e diventa la ragione per cui vive.
Nel frattempo, Santiago López Carmona, un chirurgo plastico, cerca di costruire una famiglia con sua moglie Paulina. Lo lascia con la loro figlia, Rocio, e lui rimane molto deluso in amore. Pertanto, inizia a dormire con molte donne diverse senza stabilire alcun legame emotivo con loro. Quando incontra Candy, è determinato a farla innamorare per portarla a letto, ma scopre rapidamente quanto sia speciale e si innamora di lei.
Anche se all'inizio non si piacciono, con il passare del tempo Candy prende in simpatia Santiago e cerca di avere una relazione con lui. Tuttavia, questo diventa difficile quando i loro figli e le loro ex fanno tutto ciò che è in loro potere per impedire la loro felicità.

## Personaggi
- Cándida "Candy" Morales Alcalde de Molina, interpretata da Jacqueline Bracamontes
- Santiago "Santy" López Carmona, interpretato da Jaime Camil
- Patricio "Pato" Molina Lizárraga, interpretato da Valentino Lanús
- Marissa de la Parra, interpretata da Sabine Moussier
- Alicia Morales Alcalde, interpretata da Fabiola Campomanes
- Paulina "Pau" Cervantes de López-Carmona, interpretata da Karla Álvarez
- Arturo Molina, interpretato da Julio Alemán
- Manuel "Meño" Morales, interpretato da Manuel "Flaco" Ibáñez
- Gregoria "Goya" Alcalde Vda. de Morales, interpretata da Ana Bertha Espín
- Isabel Vda. de López Carmona, interpretata da Silvia Mariscal
- Irene interpretata da Ximena Herrera